# シャティヨン＝モンルージュ駅
シャティヨン＝モンルージュ駅（―えき、Châtillon—Montrouge）は、フランス・モンルージュにあるパリメトロの駅。駅名は近隣の二つのコミューンであるシャティヨンとモンルージュからとられている。13号線の終着駅である。

## 利用可能な鉄道路線
- パリメトロ
  - 13号線

## 歴史
- 1976年11月9日に開業。

## 隣の駅
パリメトロ
■13号線
マラコフ＝リュ･エティエンヌ･ドレ駅（Malakoff-Rue Étienne Dolet） - シャティヨン＝モンルージュ駅